# O Campeão Portuguez
O Campeão Portuguez ou O Amigo do Rei e do Povo foi um periódico publicado em Londres, na Inglaterra, visando reduzir a influência do Correio Braziliense, precursor da corrente jornalística conhecida como os jornais de Londres.
Editado por José Liberato Freire de Carvalho, circulou de Julho de 1819 a Junho de 1821, inicialmente quinzenal, depois mensalmente. Definia-se como jornal político publicado mensalmente para advogar a causa de Portugal.